# Ipomoea littoralis
Ipomoea littoralis là một loài thực vật có hoa trong họ Bìm bìm. Loài này được Blume mô tả khoa học đầu tiên năm 1825.